# Le Lude (commune déléguée)
Le Lude (commune déléguée) est une ancienne commune française, située dans le département de la Sarthe en région Pays de la Loire, peuplée de 3 533 habitants.
Elle fusionne le 1er janvier 2018 avec Dissé-sous-le-Lude pour constituer la commune nouvelle du Lude dont elle est le siège,.
La commune fait partie de la province historique de l'Anjou, et se situe dans le Baugeois.

## Géographie

### Localisation
Le Lude, commune du sud du département de la Sarthe, est située dans la vallée du Loir, au cœur du Maine angevin. La ville se trouve, en distances orthodromiques, à 17,8 km de La Flèche, 39 km du Mans, 56,7 km d'Angers, 48,8 km de Tours et 210,9 km de Paris.
| Luché-Pringé         | Luché-Pringé, Coulongé | Coulongé, Aubigné-Racan |
| Thorée-les-Pins      | du Lude                | La Chapelle-aux-Choux   |
| Savigné-sous-le-Lude | Dissé-sous-le-Lude     | Broc                    |

### Géologie et relief
La superficie de la commune est de 4 599 hectares (45,99 km2) et son altitude est comprise entre 30 et 93 mètres. Le point le plus bas est situé sur le Loir, à la limite communale avec Luché-Pringé, face au « Port des Roches », tandis que le point le plus haut se trouve à l'est de la commune, dans le bois de Nevillay.
Le Lude est implantée sur la vaste plaine alluviale du Loir. La craie-tuffeau du Turonien est présente dans la partie nord-est du territoire communal, ainsi qu'à proximité du hameau de Raillon, le long de la vallée du Ris-Oui, entre le cimetière et le château, et à proximité du lieu-dit  la Pigeonnière. Les hauteurs sont recouvertes de colluvions de pente alimentées par les sables du Crétacé supérieur. On trouve également l'Éocène au sud de la commune, ainsi qu'à l'ouest, dans la vallée de la Bonnetière,.

### Hydrographie
Le Lude est traversée d'est en ouest par le Loir, long de 317 km et affluent de la Sarthe qu'il rejoint à Angers. Plusieurs ruisseaux affluents du Loir sont recensés sur le territoire de la commune.
La Maulne, longue de 29 km, borde le territoire à l'est à la limite communale avec La Chapelle-aux-Choux. La Marconne, qui s'écoule sur 20,9 km, entre sur le territoire communal au hameau de Raillon, avant de rejoindre le loir quelques hectomètres plus loin. Le ruisseau de Ris-Oui, long de 17,7 km rejoint le Loir en rive gauche, à proximité de lieu-dit la Courbe.

### Climat
Le climat y est de type océanique dégradé : les hivers sont doux et pluvieux et les étés frais et humides, bien que l'amplitude thermique soit plus élevée et les précipitations moins nombreuses que dans le cas d'un véritable climat océanique. Le tableau suivant donne les normales mensuelles de température et de précipitations pour la station Le Mans-Arnage relevées sur la période 1981-2010. Les données d'ensoleillement sont calculées sur la période 1991-2010. La station météo Le Mans-Arnage est située à environ 30 km à « vol d'oiseau » au nord du Lude. Elle est située à une altitude de 51 m.
| Mois                                  | jan.       | fév.     | mars       | avril     | mai       | juin      | jui.      | août      | sep.      | oct.      | nov.      | déc.      | année |
| ------------------------------------- | ---------- | -------- | ---------- | --------- | --------- | --------- | --------- | --------- | --------- | --------- | --------- | --------- | ----- |
| Température minimale moyenne (°C)     | 2,1        | 1,8      | 3,7        | 5,6       | 9,4       | 12,4      | 14,2      | 13,8      | 11        | 8,6       | 4,7       | 2,5       | 7,5   |
| Température maximale moyenne (°C)     | 7,9        | 9,1      | 12,7       | 15,7      | 19,5      | 23,1      | 25,5      | 25,4      | 21,9      | 17        | 11,4      | 8,2       | 16,5  |
| Record de froid (°C) date du record   | −18,2 1987 | −17 1956 | −11,3 2005 | −4,9 1956 | −3,7 1957 | 1,6 1975  | 3,9 1954  | 3,2 1956  | −0,5 1952 | −5,4 1997 | −12 1956  | −21 1964  |       |
| Record de chaleur (°C) date du record | 17,2 2003  | 21 1960  | 24,9 1955  | 30,3 1945 | 32,4 2005 | 37,1 2011 | 40,4 1947 | 40,5 2003 | 34,6 1961 | 30 2011   | 21,9 1955 | 18,3 2000 |       |
| Ensoleillement (h)                    | 66         | 90       | 134        | 171       | 200       | 224       | 227       | 225       | 181       | 119       | 71        | 64        | 1 772 |
| Précipitations (mm)                   | 67         | 51       | 54         | 54        | 63        | 47        | 57        | 43        | 53        | 66        | 63        | 70        | 687,5 |

### Voies de communication et transports
Le Lude est située au carrefour de plusieurs voies routières importantes. La route départementale D 307 qui relie Le Mans à Saumur traverse la commune du nord au sud. La D 305, qui relie Baugé à Vendôme arrive au sud-ouest en provenance de Savigné-sous-le-Lude et repart à l'est en direction de Vaas et Château-du-Loir. La D 306, qui relie Laval à Tours en passant par La Flèche, traverse la commune d'est en ouest. D'autres voies moins importantes desservent la commune : au sud la D 48 en direction de Dissé-sous-le-Lude et la D 257 en direction de Genneteil, à l'est la D 141 en direction de La Chapelle-aux-Choux, à l'ouest la D 54 en direction de Luché-Pringé.

## Urbanisme

### Logements
En 2009, le nombre total de logements dans la commune était de 2 113, alors qu'il était de 1 992 en 1999.
Parmi ces logements, 87,8 % étaient des résidences principales, 3,8 % des résidences secondaires et 8,5 % des logements vacants. Ces logements étaient pour 82,2 % d'entre eux des maisons individuelles et pour 16,3 % des appartements.
La proportion des résidences principales, propriétés de leurs occupants était de 61,1 %, en hausse sensible par rapport à 1999 (57,7 %). La part de logements HLM loués vides était de 13,4 % contre 15,4 %, leur nombre étant en légère baisse, 248 contre 272.

## Toponymie
Le nom « Lude » proviendrait du latin lucius, « clair », « brillant », ce qui signifierait que le village ait été implanté dans une clairière, un espace défriché en forêt,. L'endroit est nommé Lusedus dans une charte de Geoffroy Grisegonelle, comte d'Anjou, en 976,.

## Histoire

### De la Préhistoire aux origines du Lude

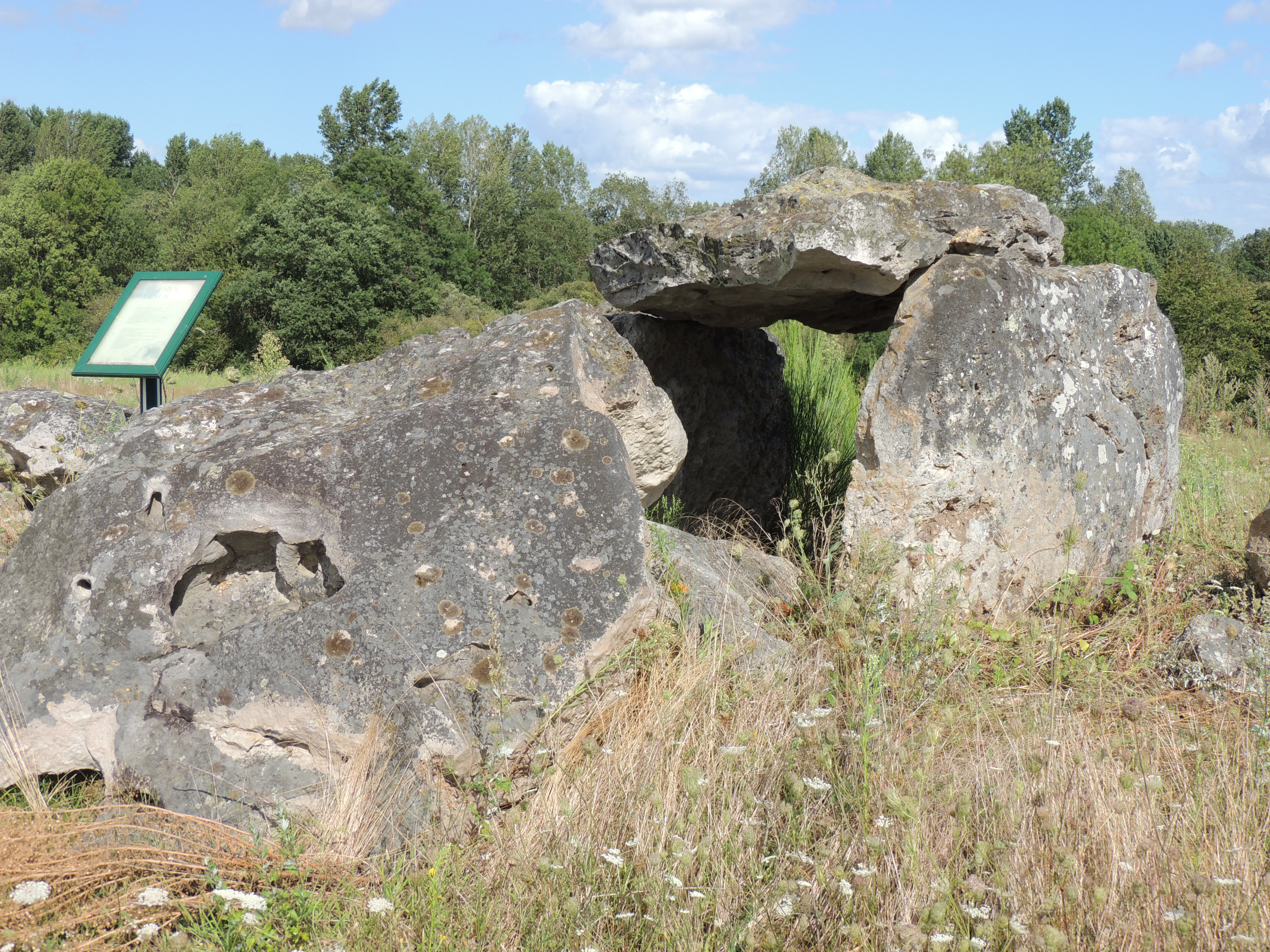
Le dolmen d'Amenon, un des nombreux mégalithes en vallée du Loir.

La région ludoise est occupée dès la Préhistoire. Les premières traces d'activités humaines remontent au Néolithique avec la découverte d'outils sur la butte du Vau, située à quelques kilomètres à l'est du Lude sur la commune d'Aubigné-Racan,. Dans cette même commune, une nécropole hallstattienne du Ve siècle av. J.-C. a été découverte sur le site archéologique de Cherré. Par ailleurs, la présence d'un grand nombre de mégalithes en vallée du Loir, dont le dolmen de Cuissé au Lude ou le dolmen d'Amenon à Saint-Germain-d'Arcé, témoigne d'une occupation ancienne du site.
Les traces de l'occupation humaine de la région à l'époque romaine sont nombreuses. Les fouilles menées sur le site archéologique de Cherré, implanté sur les anciennes frontières de trois peuplades gauloises, les Cénomans, les Andécaves et les Turones, ont permis de mettre au jour un théâtre, un forum, un temple, des thermes ainsi que les vestiges d'un aqueduc. Au nord du Lude, sur un coteau surplombant le Loir, les vestiges d'une villa gallo-romaine ont été découverts à proximité du château de la Grifferie. La voie romaine qui reliait Bordeaux à Rouen en passant par Le Mans et Poitiers franchissait le Loir sur un gué au Lude.
Les origines de la ville du Lude remontent au Haut Moyen Âge. La découverte d'une pièce de monnaie frappée au Lude vers 650 témoigne de l'importance de la cité à cette époque.

### Moyen Âge
La ville du Lude se développe peu à peu et voit son importance grandir avec la construction de son château dès la fin du IXe siècle. C'est à cette époque, après les premières incursions vikings en Anjou entre 853 et 873, que les seigneurs locaux entreprennent la construction de forteresses afin de protéger leurs terres,. C'est ainsi qu'est édifié au Lude le « fort de la Motte », dans un lieu stratégique aux confins du Maine, de l'Anjou et de la Touraine. Bâti sur la rive gauche du Loir, à une centaine de mètres au nord du château actuel, ce château primitif ne consistait qu'en une motte sur laquelle s'élevait un donjon entouré de fossés et de palissades,.
Les expéditions normandes en Anjou ont eu pour conséquence le pillage du Lude et la destruction de son église. En 976, Geoffroy Grisegonelle, comte d'Anjou et seigneur du Lude, fait don de l'église à l'abbaye Saint-Jouin de Marnes, en Poitou. L'église n'est pas reconstruite, seule subsiste au Lude une chapelle. En 1085, les moines de l'abbaye Saint-Aubin d'Angers, soutenus par le seigneur Hubert de Beaumont, prennent possession de la chapelle avec l'autorisation des moines de Saint-Jouin. Ils fondent un prieuré le 25 juin 1113 sous le nom de prieuré Saint-Vincent, et sont à l'origine de la construction de l'église nouvelle, qui porte le même nom,.
En 1027, Foulques Nerra, comte d'Anjou, est assiégé au château du Lude par Alain de Bretagne, qui veut le punir des mauvais traitements infligés à son allié Herbert Éveille-Chien, comte du Maine. Ne possédant pas les troupes nécessaires pour soutenir le combat, Foulques Nerra se soumet immédiatement et restitue les terres ainsi que les otages qu'il avait exigés d'Herbert deux années plus tôt au cours d'une entrevue à Saintes.
Vers la fin du XIIIe siècle, le fort de la Motte est abandonné. Les bases d'une forteresse en maçonnerie sont établies plus au sud et donnent naissance au château actuel. La construction de cette forteresse médiévale s'étale sur deux siècles et d'importants dispositifs de défense sont mis en place : les douves sont creusées, un éperon en maçonnerie et des remparts sont construits face au Loir. Pendant la guerre de Cent Ans, le capitaine Guillaume Méron, chargé de la défense du château, repousse les troupes anglaises menées par Robert Knolles à deux reprises. Mais après la défaite de l'armée française à Verneuil en 1424, les Anglais achèvent la conquête du Maine. Ils s'emparent du château du Lude à l'automne 1425 sous les ordres du comte de Warwick. L'occupation anglaise ne dure que deux ans : à la fin de l'année 1427, les troupes françaises commandées par Ambroise de Loré, accompagné de Gilles de Rais et Jean de Bueil, reprennent le château du Lude au terme d'un siège de plusieurs jours,,.

### Époque moderne
La prospérité du Lude s'accroît dès la Renaissance. Jean Daillon, ami d'enfance et chambellan du roi de France Louis XI, fait l'acquisition du château en 1457. Rentré en grâce auprès du roi en 1468, Daillon décide de relever le château de sa ruine et fait appel à Jean Gendrot, architecte du roi René d'Anjou afin d'examiner les dégâts causés à la forteresse pendant la guerre de Cent Ans et décider des travaux de restauration à entreprendre. Jean Gendrot arrive au Lude en 1479 et prend la direction des travaux qui durent près d'un demi-siècle. L'ancienne forteresse médiévale est entièrement transformée en logis de plaisance, tout en conservant son aspect militaire. Pendant son séjour au Lude, Jean Gendrot s'installe dans une maison à proximité du château, aujourd'hui appelée « maison des Architectes ». L'architecte amène avec lui une nombreuse main-d'œuvre et fait édifier ou restaurer des maisons pour les accueillir tout au long des travaux, comme la « maison des Contremaîtres », ainsi que les maisons de la « rue de la Gendrottière », dont le nom vient de celui de l'architecte.
Les Daillon, qui détiennent la terre du Lude pendant deux siècles, occupent de hautes charges à la cour. La seigneurie du Lude est érigée en comté par François Ier en mai 1545,, puis en duché-pairie en faveur d'Henry de Daillon, lieutenant-général des armées du roi, en 1675. Au cours de cette période, Le Lude reçoit deux visites royales. En 1598, en l'église Saint-Vincent, Henri IV assiste à sa première procession depuis sa conversion au catholicisme à l'occasion de la Fête-Dieu,. Son fils et successeur, Louis XIII, séjourne à son tour au château du Lude en 1619.
En 1606, François de Daillon, comte du Lude, fonde un hôpital pour les malades sous l'invocation de sainte Anne, tandis qu'un autre hôpital, dit de Sainte-Catherine, est créé au milieu du XVIIe siècle pour servir de maison de retraite. René-François Fontaine de la Crochinière, fonde l'hôpital Notre-Dame de la Miséricorde, destiné à recevoir des orphelines, le 27 janvier 1705. Les trois hospices ludois sont réunis en un seul hôpital par un arrêté préfectoral en 1805.

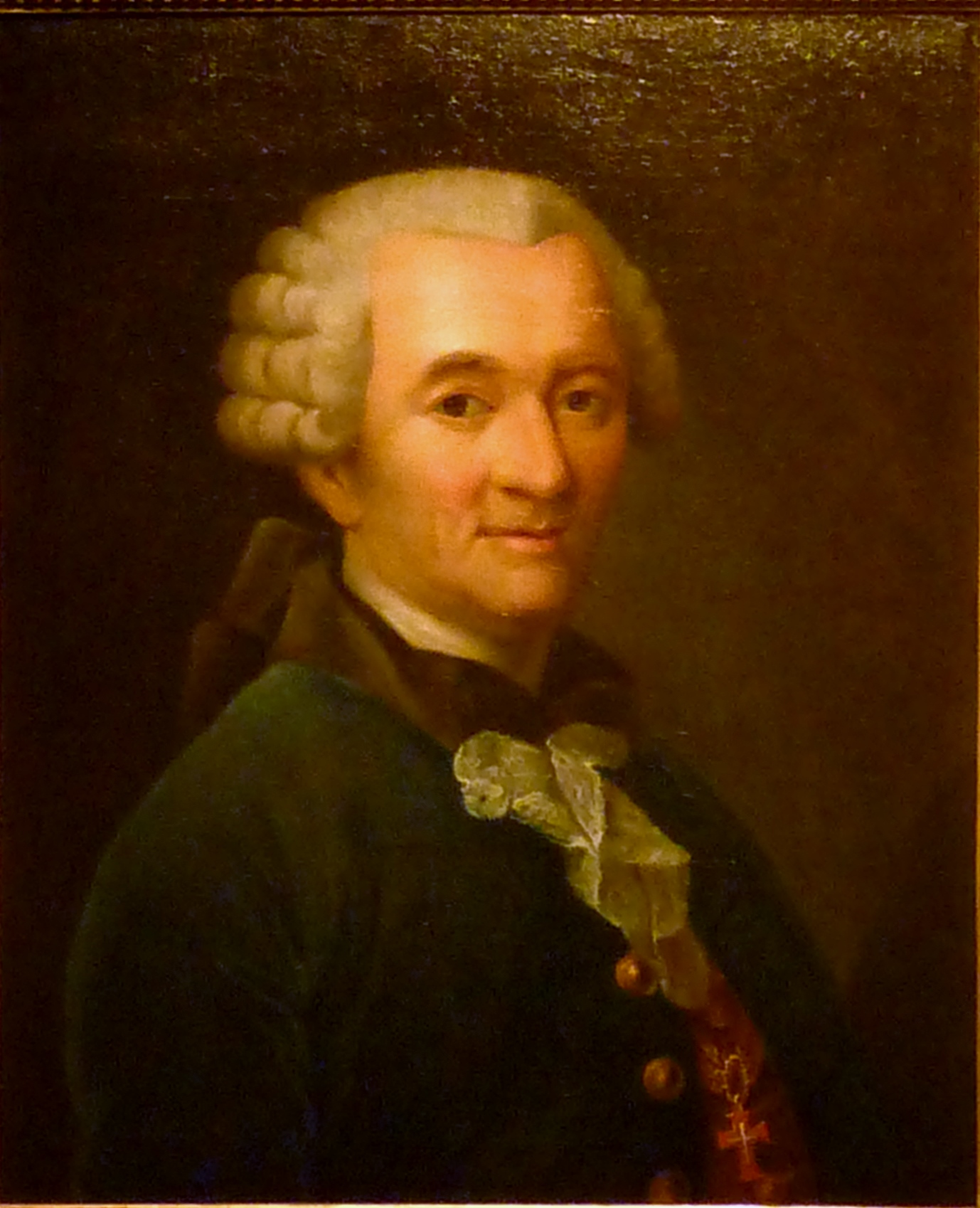
Anonyme : Portrait de Joseph Develaër (Musée de la Compagnie des Indes).

Dans le dernier quart du XVIIIe siècle, la marquise de la Vieuville, héritière du château, fait subir d'importantes modifications à la demeure, dont l'édification de la façade nord-est, face à l'éperon et au Loir, dans un style néoclassique. À la fin de l'Ancien Régime, Le Lude relève de la sénéchaussée angevine de Baugé et dispose de son propre tribunal, ou « grenier à sel ».
Joseph Develaër (1709-1785) est un marchand fortuné qui devint subrécargue de la Compagnie des Indes à Canton. Il acquiert les terres du château du Lude en 1751 et ses titres de noblesse en 1752, qui lui confèrent le titre de comte du Lude.

### Époque contemporaine

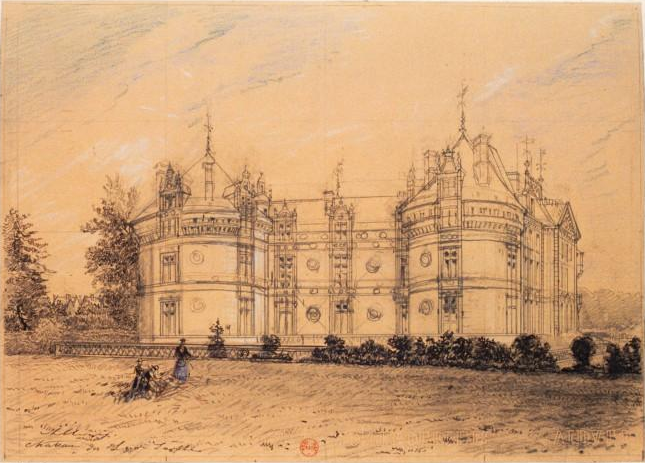
Le château du Lude au XIXe siècle, dessiné par Hubert Clerget.

Lors de la création des départements français en 1790, Le Lude, comme dix-sept autres paroisses de l'ancienne province de l'Anjou, est rattachée au département de la Sarthe. La commune devient alors un chef-lieu de canton. Le 13 août 1810, la commune voisine de Saint-Mars-de-Cré est rattachée par décret à celle du Lude,.
La guillotine est employée au Lude en mai 1816. Quelques semaines auparavant, un groupe de vingt-cinq paysans armés de fusils et de sabres avaient semé le trouble dans les communes voisines en appelant à la révolte contre le pouvoir royal en prenant le titre de « Vautours de Bonaparte ». Quatre d'entre eux sont condamnés à mort et exécutés le lendemain du procès.

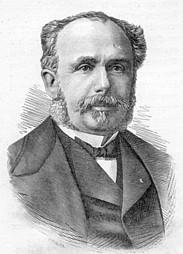
Le comte Auguste de Talhouët-Roy.

Après la Révolution, le château du Lude entre en possession de la famille de Talhouët. Ses membres occupent de hautes fonctions politiques : Frédéric de Talhouët devient président du conseil général de la Sarthe et son fils Auguste de Talhouët-Roy, député puis sénateur de la Sarthe, est nommé ministre des Travaux publics en 1870. Ce dernier lance une grande campagne de restauration du château.
Au cours du XIXe siècle, la ville se modernise. Le pont qui enjambe le Loir est reconstruit en pierre en 1868. Le chemin de fer arrive au Lude en 1871 lors de l'ouverture de la ligne reliant La Flèche à Aubigné-Racan, tandis que la navigation sur le Loir est peu à peu abandonnée. La rivière apporte néanmoins au développement économique de la ville, avec la création de plusieurs papeteries au Lude et ses environs.
Pendant la guerre de 1914-1918, Le Lude accueille une soixantaine de réfugiés belges et français venus des régions du front. L'hôpital de la ville accueille également des blessés en convalescence. Des jeunes recrues du 117e régiment d'infanterie séjournent au Lude en 1916, tout comme un détachement de 700 hommes du 150e RI l'année suivante. Le conflit coûte la vie de 123 Ludois.
Dès le début de la Seconde Guerre mondiale, des soldats de l'armée britannique séjournent au Lude. Arrivés en septembre 1939 dans le but d'y établir un aérodrome, ils quittent la ville en avril 1940, face à l'avancée allemande, avant même que le projet ne soit mené à son terme. Au mois de mai suivant, les premiers réfugiés venus de Belgique ou des Ardennes sont accueillis au Lude. L'armée allemande prend possession de la ville le 19 juin 1940. En 1941, les Allemands réquisitionnent des terres situées entre Le Lude, Thorée-les-Pins et Savigné-sous-le-Lude. Appartenant au marquis de Talhouët, maire de la commune, ces terres sont utilisées pour y établir le « camp Moltke », destiné à l'entrepôt de munitions. Le 6 mars 1943, Le Lude est le théâtre d'une manifestation spontanée contre la collaboration, au cours de laquelle des dizaines de jeunes originaires du Lude et des communes voisines, convoqués pour le STO, défilent dans les rues de la ville autour du drapeau français. Dans les jours qui suivent, dix-sept Ludois ayant participé à la manifestation sont arrêtés puis déportés.
Dans la nuit du 2 au 3 mars 1944, un train de munitions allemand explose en gare du Lude à la suite d'un acte de sabotage de résistants locaux, provoquant de nombreux dégâts sur les bâtiments et habitations proches. En août 1944, les Alliés bombardent à plusieurs reprises le camp Moltke. La ville est libérée au matin du 12 août.
Depuis le début des années 2000, plusieurs effondrements de terrain se sont produits au Lude, causant notamment un décès en novembre 2008. Ces effondrements sont dus à la présence en sous-sol de nombreuses galeries d'extraction de pierres de tuffeau, utilisées dès le XVIe siècle pour la construction des maisons ludoises ou du château.

## Politique et administration

### Liste des maires
| Période                                  | Période                    | Identité                         | Étiquette         | Qualité |
| ---------------------------------------- | -------------------------- | -------------------------------- | ----------------- | --- |
| Les données manquantes sont à compléter. |                            |                                  |                   | |
| 1848                                     |                            | Auguste de Talhouët-Roy          |                   | Ministre des Travaux publics (1870) Député de la Sarthe (1849 → 1876) Sénateur de la Sarthe (1876 → 1882)                                                             |
| 1888                                     | 1945                       | René de Talhouët-Roy (1855-1948) | Conservateur      | Propriétaire Conseiller général du Lude (1898 → 1904) |
| 1945                                     | octobre 1947               | Jean Moreau                      |                   | |
| octobre 1947                             | novembre 1963 (décès)      | François de Nicolaÿ              | RPF puis CNIP     | Exploitant agricole et forestier Sénateur de la Sarthe (1959 → 1963) Conseiller général du Lude (1949 → 1963) Président du conseil général de la Sarthe (1949 → 1963) |
| 1964                                     | mars 1971                  | Guy de Nicolaÿ                   | RI                | Sous-directeur d'assurance Conseiller général du Lude (1964 → 1985)                                                                                                   |
| mars 1971                                | mars 1983                  | Henri Lehec                      |                   | Médecin |
| mars 1983                                | mars 2001                  | Rémy Neau                        | DVD               | Agent général des assurances |
| mars 2001                                | juin 2010 (décès)          | Gérard Denizet                   | Les Verts puis PS | Médecin |
| juillet 2010                             | mars 2014                  | Monique Thermeau                 | DVG               | Retraitée de l'industrie |
| mars 2014                                | septembre 2017 (démission) | Louis-Jean de Nicolaÿ            | UMP-LR            | Gérant de société Sénateur de la Sarthe (2014 → ) Conseiller général du Lude (1985 → 2014)                                                                            |
| octobre 2017                             | décembre 2017              | Béatrice Latouche                | DVD               | Ancienne principale adjointe de collège Ancienne conseillère générale du Lude (2014 → 2015)                                                                           |

### Jumelages
Au 8 juillet 2013, Le Lude est jumelée avec :
- Genazzano (Italie) depuis 2002.

## Population et société

### Démographie
L'évolution du nombre d'habitants est connue à travers les recensements de la population effectués dans la commune depuis 1793. À partir du 1er janvier 2009, les populations légales des communes sont publiées annuellement dans le cadre d'un recensement qui repose désormais sur une collecte d'information annuelle, concernant successivement tous les territoires communaux au cours d'une période de cinq ans. 
Pour les communes de moins de 10 000 habitants, une enquête de recensement portant sur toute la population est réalisée tous les cinq ans, les populations légales des années intermédiaires étant quant à elles estimées par interpolation ou extrapolation. Pour la commune, le premier recensement exhaustif entrant dans le cadre du nouveau dispositif a été réalisé en 2008,.
En 2022, la commune comptait 3 533 habitants, en évolution de −6,9 % par rapport à 2016 (Sarthe : +1,37 %, France hors Mayotte : +2,49 %).
| 1793  | 1800  | 1806  | 1821  | 1831  | 1836  | 1841  | 1846  | 1851  |
| ----- | ----- | ----- | ----- | ----- | ----- | ----- | ----- | ----- |
| 2 985 | 3 018 | 3 162 | 3 317 | 3 250 | 3 335 | 3 295 | 3 214 | 3 430 |

| 1856  | 1861  | 1866  | 1872  | 1876  | 1881  | 1886  | 1891  | 1896  |
| ----- | ----- | ----- | ----- | ----- | ----- | ----- | ----- | ----- |
| 3 660 | 3 778 | 3 826 | 3 917 | 3 791 | 3 908 | 3 917 | 3 772 | 3 713 |

| 1901  | 1906  | 1911  | 1921  | 1926  | 1931  | 1936  | 1946  | 1954  |
| ----- | ----- | ----- | ----- | ----- | ----- | ----- | ----- | ----- |
| 3 644 | 3 635 | 3 602 | 3 321 | 3 343 | 3 325 | 3 183 | 3 327 | 3 244 |

| 1962  | 1968  | 1975  | 1982  | 1990  | 1999  | 2008  | 2013  | 2018  |
| ----- | ----- | ----- | ----- | ----- | ----- | ----- | ----- | ----- |
| 3 379 | 3 802 | 4 090 | 4 489 | 4 424 | 4 201 | 4 061 | 3 899 | 3 628 |

| 2019  | - | - | - | - | - | - | - | - |
| ----- | - | - | - | - | - | - | - | - |
| 3 593 | - | - | - | - | - | - | - | - |

### Pyramide des âges
La population de la commune est relativement âgée. Le taux de personnes d'un âge supérieur à 60 ans (31,6 %) est en effet très supérieur au taux national (22,6 %) et au taux départemental (23,9 %). À l'instar des répartitions nationale et départementale, la population féminine de la commune est supérieure à la population masculine (52,9 %).
La répartition de la  population de la commune par tranches d'âge est, en 2009, la suivante :
- 47,1 % d’hommes (0 à  14 ans = 16,3 %, 15 à 29 ans = 14,4 %, 30 à 44 ans =  17,1 %, 45 à 59 ans = 23,3 %, plus de 60 ans = 28,7 %) ;
- 52,9 % de femmes (0 à  14 ans = 15,1 %, 15 à 29 ans = 13,6 %, 30 à 44 ans =  15,5 %, 45 à 59 ans = 21,7 %, plus de 60 ans = 34,1 %).

| Hommes | Classe d’âge | Femmes |
| ------ | ------------ | ------ |
| 0,6    | 90 ans ou +  | 1,6    |
| 9,5    | 75 à 89 ans  | 14,1   |
| 18,6   | 60 à 74 ans  | 18,4   |
| 23,3   | 45 à 59 ans  | 21,7   |
| 17,1   | 30 à 44 ans  | 15,5   |
| 14,4   | 15 à 29 ans  | 13,6   |
| 16,3   | 0 à 14 ans   | 15,1   |

| Hommes | Classe d’âge | Femmes |
| ------ | ------------ | ------ |
| 0,4    | 90 ans ou +  | 1,3    |
| 7,3    | 75 à 89 ans  | 10,6   |
| 13,7   | 60 à 74 ans  | 14,4   |
| 20,8   | 45 à 59 ans  | 20,0   |
| 20,0   | 30 à 44 ans  | 19,1   |
| 18,1   | 15 à 29 ans  | 16,5   |
| 19,8   | 0 à 14 ans   | 18,1   |

### Enseignement
Le Lude est rattachée à la circonscription de La Flèche de l'inspection académique de la Sarthe, dans l'académie de Nantes.
La commune compte quatre établissements du premier degré : l'école maternelle Georges-Brassens, l'école élémentaire Georges-Brassens et l'école élémentaire Joachim-du-Bellay, qui sont toutes les trois des écoles publiques, ainsi qu'un établissement privé, l'école Sainte-Anne-Notre-Dame.
Le Lude dispose également d'un collège, le collège des Quatre-Vents, tandis que le lycée le plus proche, le lycée d'Estournelles-de-Constant, se situe à La Flèche, à 20 km de la ville.

### Manifestations culturelles et festivités
La Fête des Jardiniers se déroule chaque année le premier week-end de juin depuis 1994. Ce week-end est marqué par de nombreuses animations, ateliers ou expositions autour du thème des jardins, ainsi que par la remise du prix Pierre-Joseph Redouté, qui récompense les meilleurs ouvrages de jardins et de botanique parus au cours de l'année en langue française. D'autres manifestations sont organisées au château du Lude, notamment dans le cadre des Journées européennes du patrimoine ou comme les Journées potagères et gourmandes en juillet au cours desquelles des confitures sont confectionnées dans les anciennes cuisines du château.
La Fête Renaissance, organisée pour la première fois en septembre 2010, propose de nombreuses animations autour de la Renaissance, notamment des concerts, des expositions de métiers d'art, une parade costumée, des spectacles pyrotechniques et de cape et d'épée. Une deuxième édition est organisée en 2012.
Le festival de musique Révolud'son, organisé par l'association Les Névrozik, a lieu chaque année durant l'été depuis 2009.
Dans le cadre du festival Les Affranchis qui se déroule chaque année à La Flèche le deuxième week-end de juillet, des spectacles de rue sont parfois organisés au Lude le vendredi soir.

### Santé
Le Lude dispose d'une maison de santé, inaugurée en novembre 2011, qui regroupe un médecin généraliste, deux infirmiers, deux kinésithérapeutes, un psychologue, une diététicienne, ainsi que trois spécialistes en consultations externes : un neuropsychologue, un médecin gériatre et un spécialiste en chirurgie viscéral et digestive.
Le Lude compte également trois médecins généralistes, deux infirmières, deux kinésithérapeutes, deux dentistes, un orthophoniste, un podologue, ainsi qu'un laboratoire d'analyses médicales, deux pharmacies, un service ambulancier et un cabinet vétérinaire. Les Ludois disposent d'une maison de retraite et d'un Centre de soins de suite et de réadaptation (CSSR). Les hôpitaux les plus proches sont le Pôle Santé Sarthe et Loir, situé sur la commune du Bailleul, et le Centre hospitalier de Château du loir.

### Sports
Le Lude compte de nombreux équipements sportifs, parmi lesquels deux gymnases, trois terrains de football, une salle de tennis couverte et quatre terrains en extérieur, un skate-park, un boulodrome, un parcours de santé. La piscine municipale, Aqualud, a été inaugurée en 2011 après une année de travaux, en présence du nageur ludois Pierre Roger, ancien membre de l'équipe de France de natation.
Le principal club de la commune est la Jeunesse Sportive Ludoise (JSL), qui évolue en Division d'Honneur de la Ligue du Maine de football.

### Médias
Aucun média ne traite uniquement du Lude, excepté le bulletin municipal d'information « Le clin d'œil », distribué gratuitement chaque mois à tous les Ludois mais également disponible sur le site Internet de la ville.
Le Petit courrier - L'Écho de la Vallée du Loir est un journal hebdomadaire du groupe Publihebdos qui traite de l'activité ludoise. Les journaux régionaux et locaux, comme les quotidiens Ouest-France et Le Maine libre, traitent régulièrement du Lude dans leurs rubriques locales. Les Ludois reçoivent, outre certaines stations de radio nationales, les programmes de France Bleu Maine, radio locale de service public, depuis le 1er juin 2010. La commune est couverte par les programmes de France 3 Pays de la Loire ainsi que de la chaîne locale LMTV. Par ailleurs, la radio associative Contact FM, installée à Château-du-Loir couvre régulièrement les événements ludois et est partenaire de la mairie du Lude.

### Cultes
Le Lude est une paroisse du diocèse du Mans, qui regroupe également les communes de La Chapelle-aux-Choux, Coulongé, Dissé-sous-le-Lude et Savigné-sous-le-Lude. Les Ludois disposent d'un lieu de culte, l'église Saint-Vincent.

## Économie

### Revenus de la population et fiscalité
En 2010, le revenu fiscal médian par ménage était de 23 295 €, ce qui plaçait Le Lude au 26 042e rang parmi les 31 347 communes de plus de 50 ménages en métropole. Selon l'enquête de l'Insee, 44,1 % des foyers fiscaux de la commune étaient imposables en 2009.

### Population active
La population ludoise âgée de 15 à 64 ans s'élevait en 2008 à 2 437 individus (2 593 en 1999), parmi lesquels on comptait 69,0 % d'actifs dont 59,3 % ayant un emploi et 9,7 % de chômeurs. En 2008, 56,0 % des actifs ayant un emploi et résidant dans la commune travaillaient au Lude, 31,9 % dans une autre commune du département de la Sarthe et 12,1 % dans un autre département ou à l'étranger.
La répartition par catégories socioprofessionnelles de la population active du Lude fait apparaître une sous-représentation des « professions intermédiaires » et des « cadres et professions intellectuelles », une sur-représentation des « ouvriers », et dans une moindre mesure des « agriculteurs » et « artisans, commerçants, chefs d'entreprise » par rapport à la moyenne de la France métropolitaine.
Répartition de la population active par catégories socioprofessionnelles (recensement de 2008)
|                               | Agriculteurs | Artisans, commerçants, chefs d'entreprise | Cadres, professions intellectuelles | Professions intermédiaires | Employés | Ouvriers |
| ----------------------------- | ------------ | ----------------------------------------- | ----------------------------------- | -------------------------- | -------- | -------- |
| Le Lude                       | 2,33 %       | 6,74 %                                    | 4,42 %                              | 14,88 %                    | 28,14 %  | 43,02 %  |
| Moyenne nationale             | 1,71 %       | 5,57 %                                    | 14,84 %                             | 24,02 %                    | 29,02 %  | 23,86 %  |
| Sources des données : INSEE,. |              |                                           |                                     |                            |          |          |

### Emploi
En 2008, on comptait 1 865 emplois dans la commune, contre 2 283 en 1999. Le nombre d'actifs ayant un emploi résidant dans la commune étant de 1 457, l'indicateur de concentration d'emploi est de 128,0 % ce qui signifie que la commune offre approximativement un peu moins de quatre emplois pour trois Ludois actifs. Cet indicateur était de 137,0 % en 1999.
La répartition par secteurs d'activité des emplois au Lude fait apparaître le poids de l'industrie et l'importance de l'agriculture, ainsi que la faiblesse des secteurs du commerce et des services. L'emploi tertiaire (commerces et services) représente 54,3 % du total au Lude, contre plus de 75 % en France métropolitaine.
Répartition des emplois par domaines d'activité (recensement de 2008)
|                              | Agriculture | Industrie | Construction | Commerce, transports, services divers | Administration publique, enseignement, santé, action sociale |
| ---------------------------- | ----------- | --------- | ------------ | ------------------------------------- | ------------------------------------------------------------ |
| Le Lude                      | 4,7 %       | 34,1 %    | 6,9 %        | 31,6 %                                | 22,7 %                                                       |
| Moyenne nationale            | 3,0 %       | 14,3 %    | 6,9 %        | 45,3 %                                | 30,5 %                                                       |
| Sources des données : INSEE, |             |           |              |                                       |                                                              |

### Entreprises et commerces
Au 31 décembre 2010, Le Lude comptait 310 établissements : 52 dans l’agriculture-sylviculture-pêche, 30 dans l'industrie, 23 dans la construction, 166 dans le commerce-transports-services divers et 39 étaient relatifs au secteur administratif.
En 2011, 10 entreprises ont été créées au Lude, dont 4 par des autoentrepreneurs.

## Culture locale et patrimoine

### Lieux et monuments

#### Monuments classés et inscrits
- Château du Lude, du XIIe au XIXe siècle, de style Renaissance, surplombant la rive gauche du Loir, partiellement inscrit et classé au titre des monuments historiques[69].
- Parc et Jardin d'agrément du château du Lude, du XIXe siècle, mis en œuvre par l'architecte paysagiste André Édouard, inscrits au titre des monuments historiques en 1992[70].
- Maison des Architectes, dans laquelle s'installe en 1479 Jean Gendrot[71], architecte chargé de la transformation du château médiéval du Lude en logis de plaisance[72]. L'édifice est inscrit au titre des monuments historiques depuis 1932[73].
- Pavillon de Malidor, des XIVe et XVe siècles, partiellement inscrit au titre des monuments historiques en 1973[74].
- Machine à lever à bâti fixe, dite noria ou tympan, du XIXe siècle, inscrite au titre des monuments historiques le 7 février 2012[75].

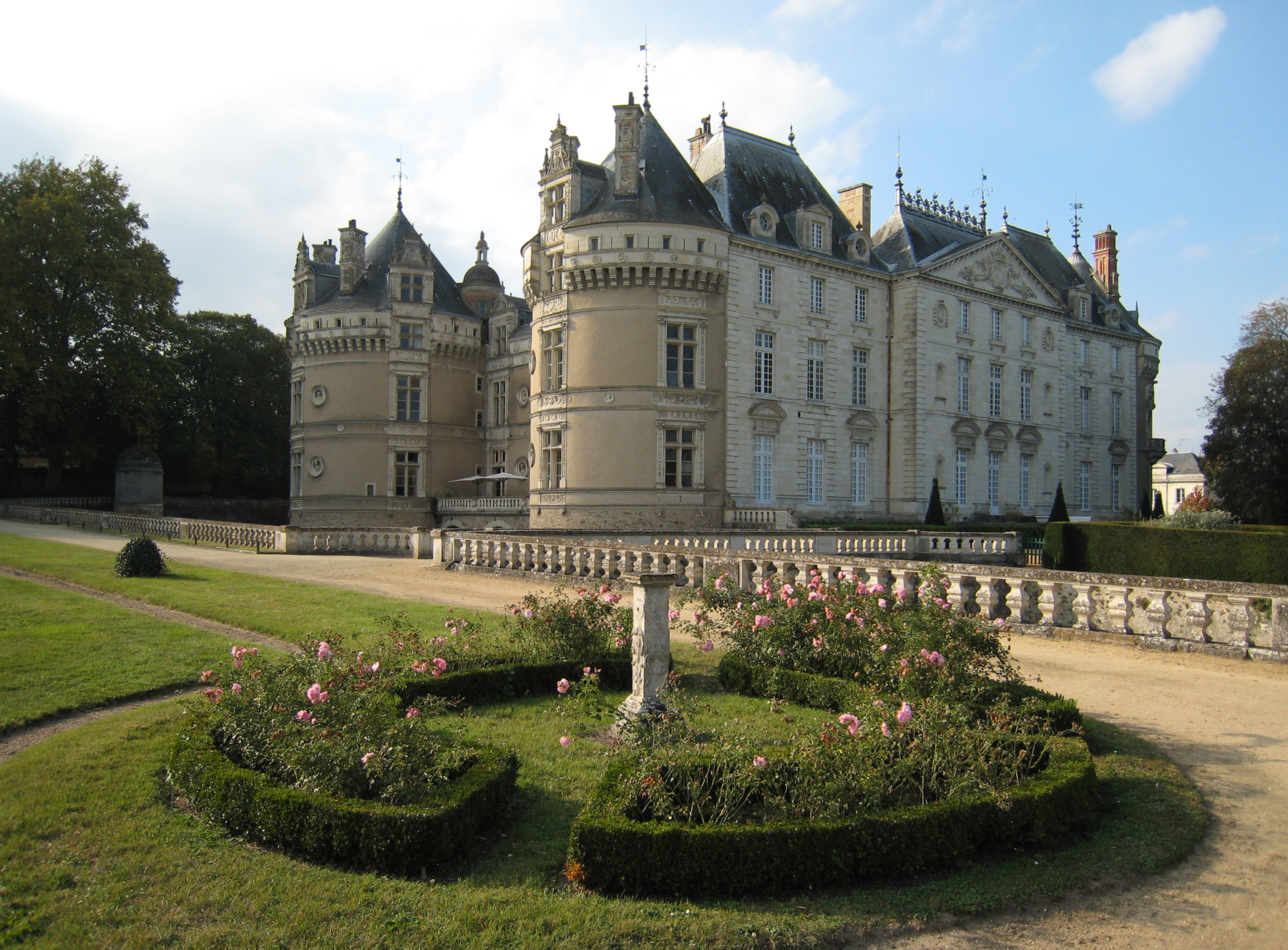
Vue générale du château.
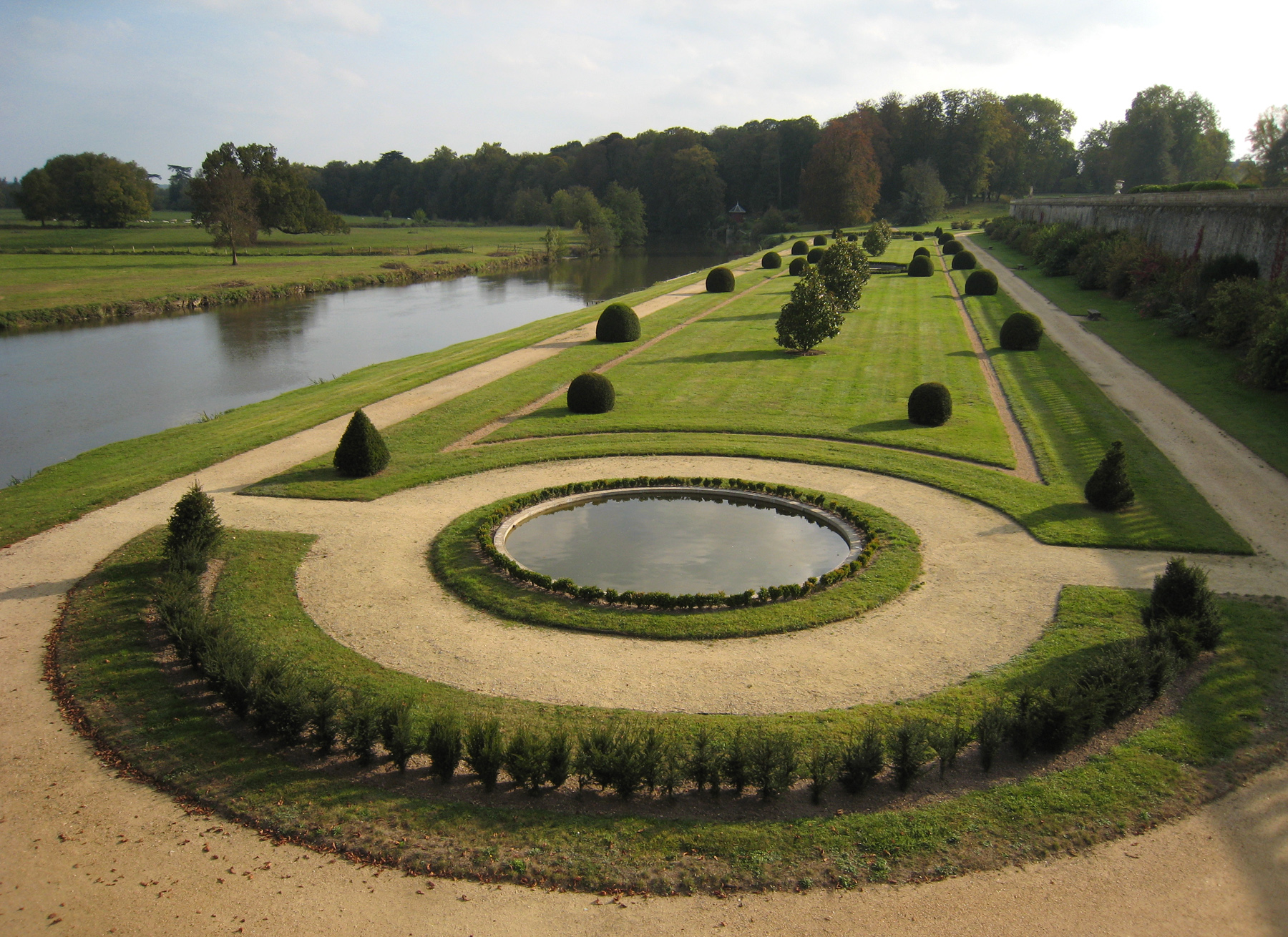
Une vue des jardins.
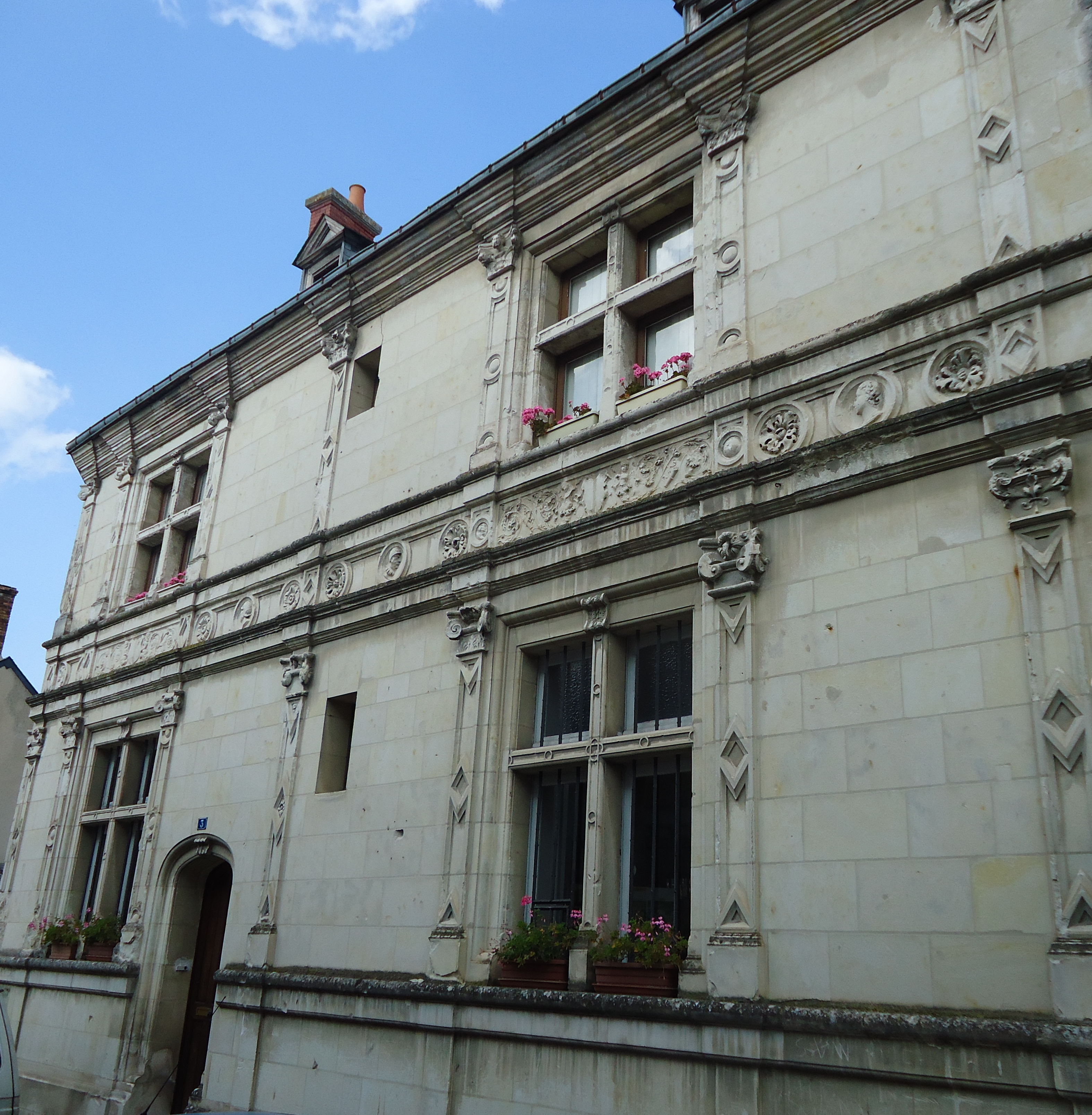
La maison des Architectes.
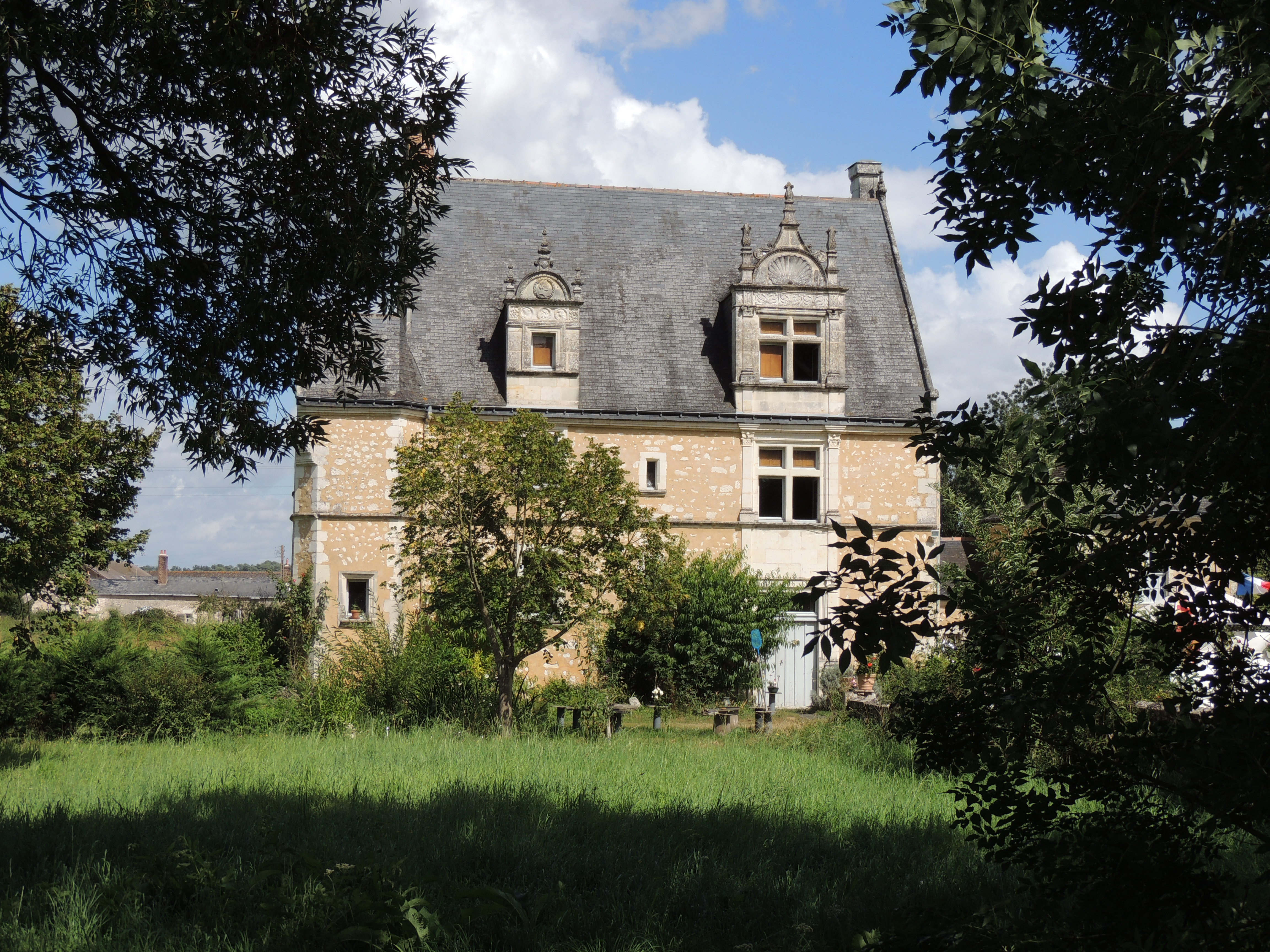
Le pavillon de Malidor.

#### Autres lieux et monuments
- Église Saint-Vincent, des XIe, XIIe, XVIe et XVIIIe siècles, abritant de nombreuses œuvres classées monuments historiques au titre d'objets[76].
- Maison des contremaîtres, du XVIe siècle, dans laquelle s'installèrent les contremaîtres lors de la transformation du château.
- Manoir et chapelle (ancienne) du Châtelet, du XVIe siècle.
- Barrage sur le Loir.

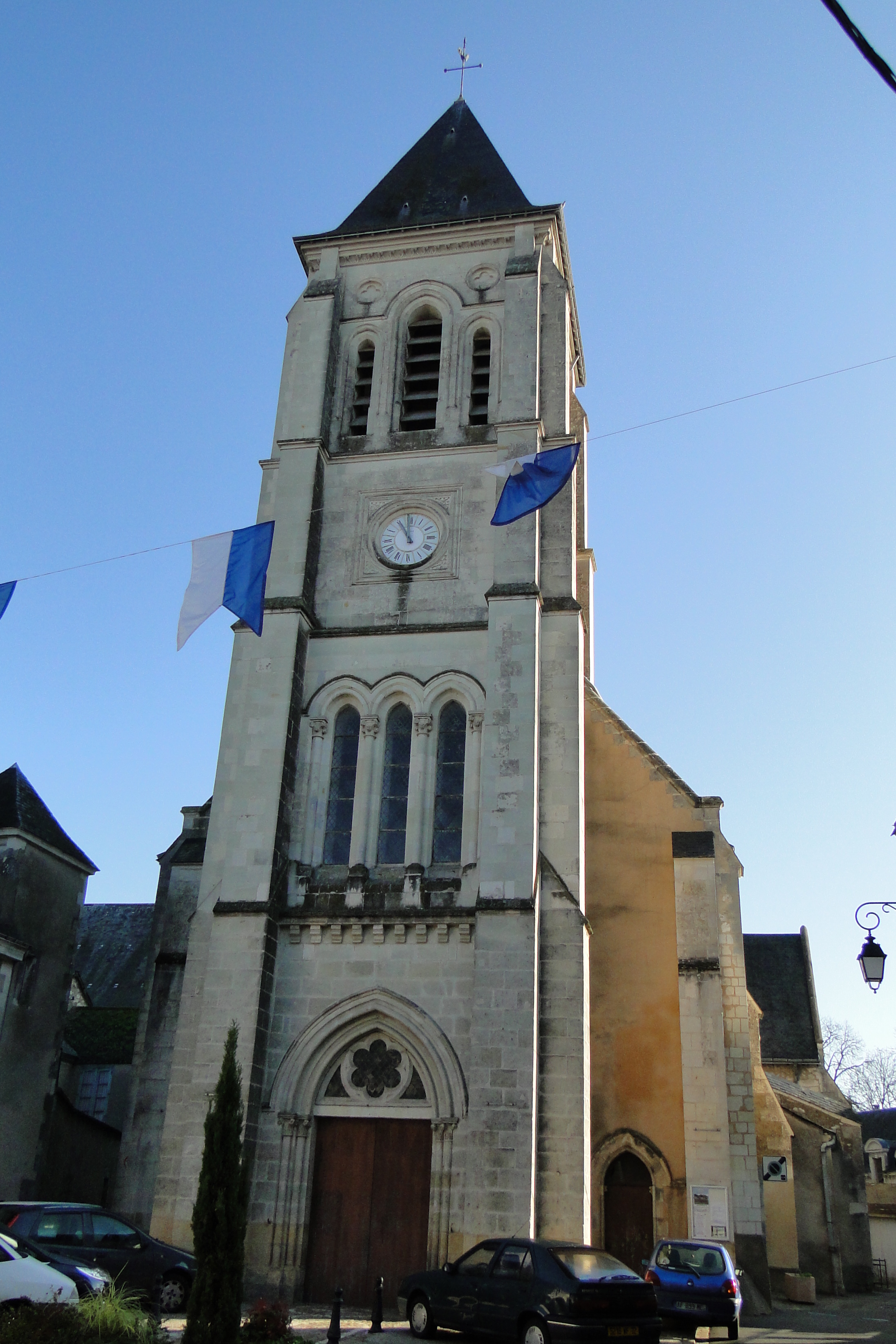
L'église Saint-Vincent.
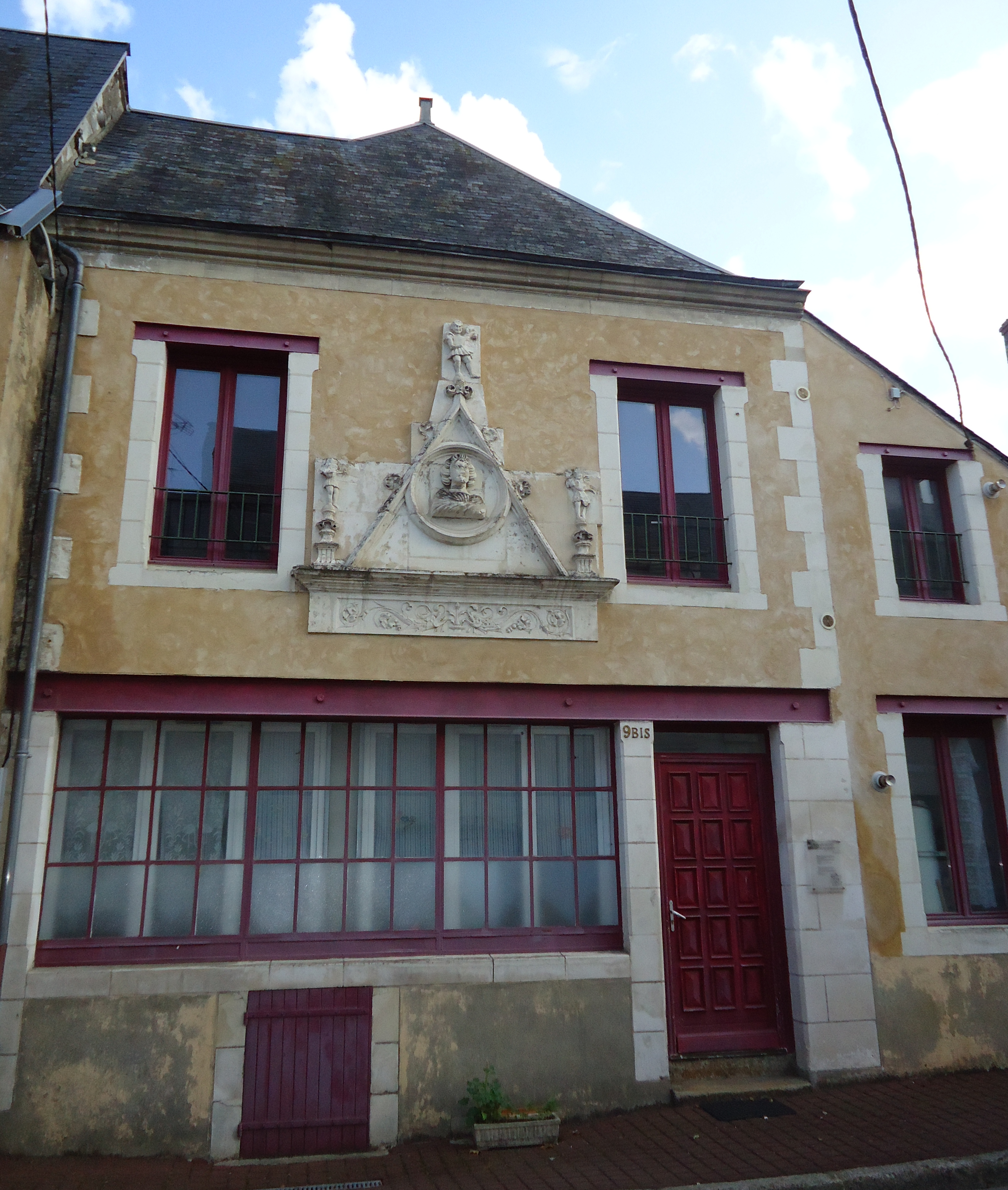
La maison des Contremaîtres.
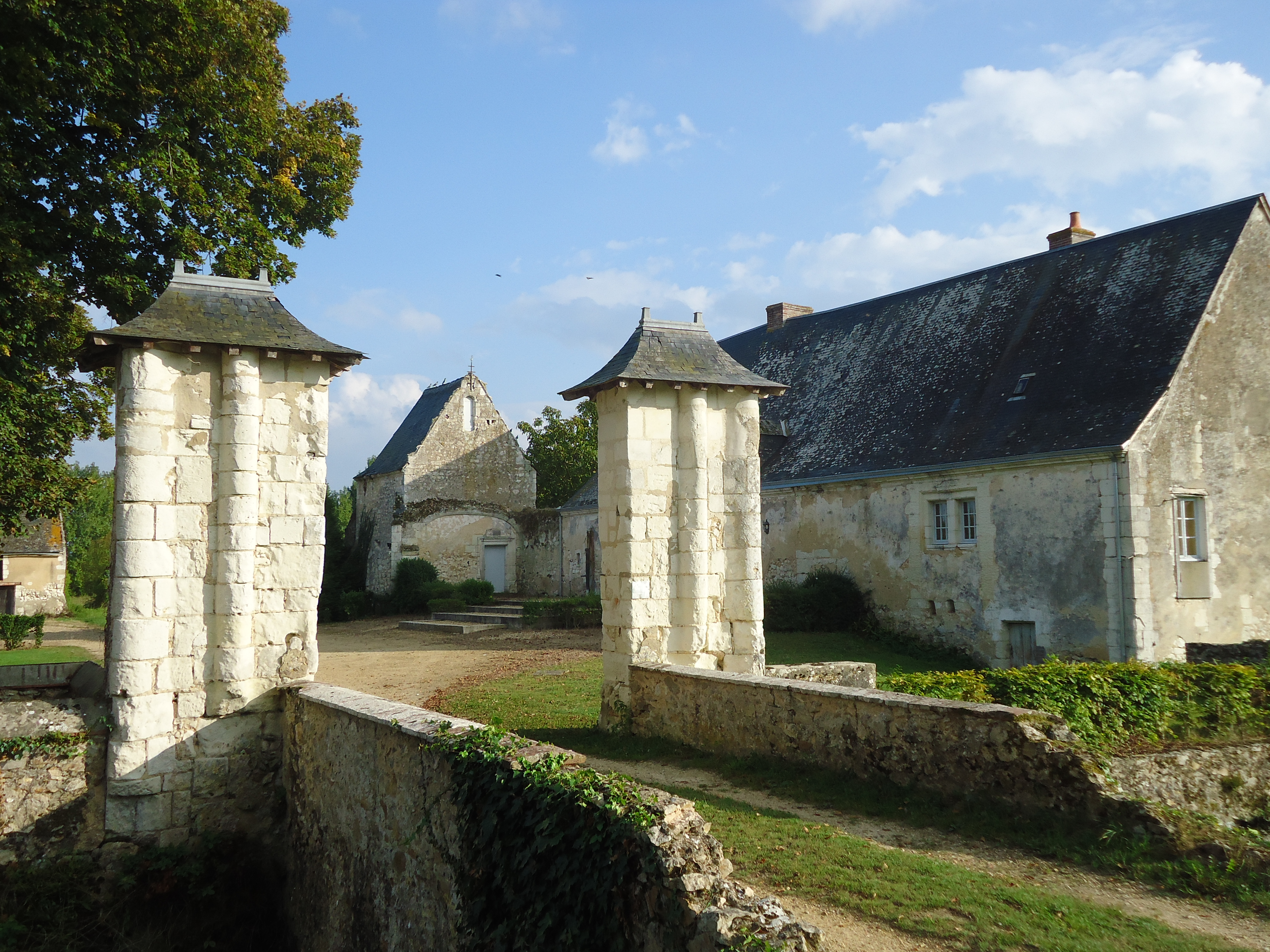
Le manoir et la chapelle (ancienne) du Châtelet.
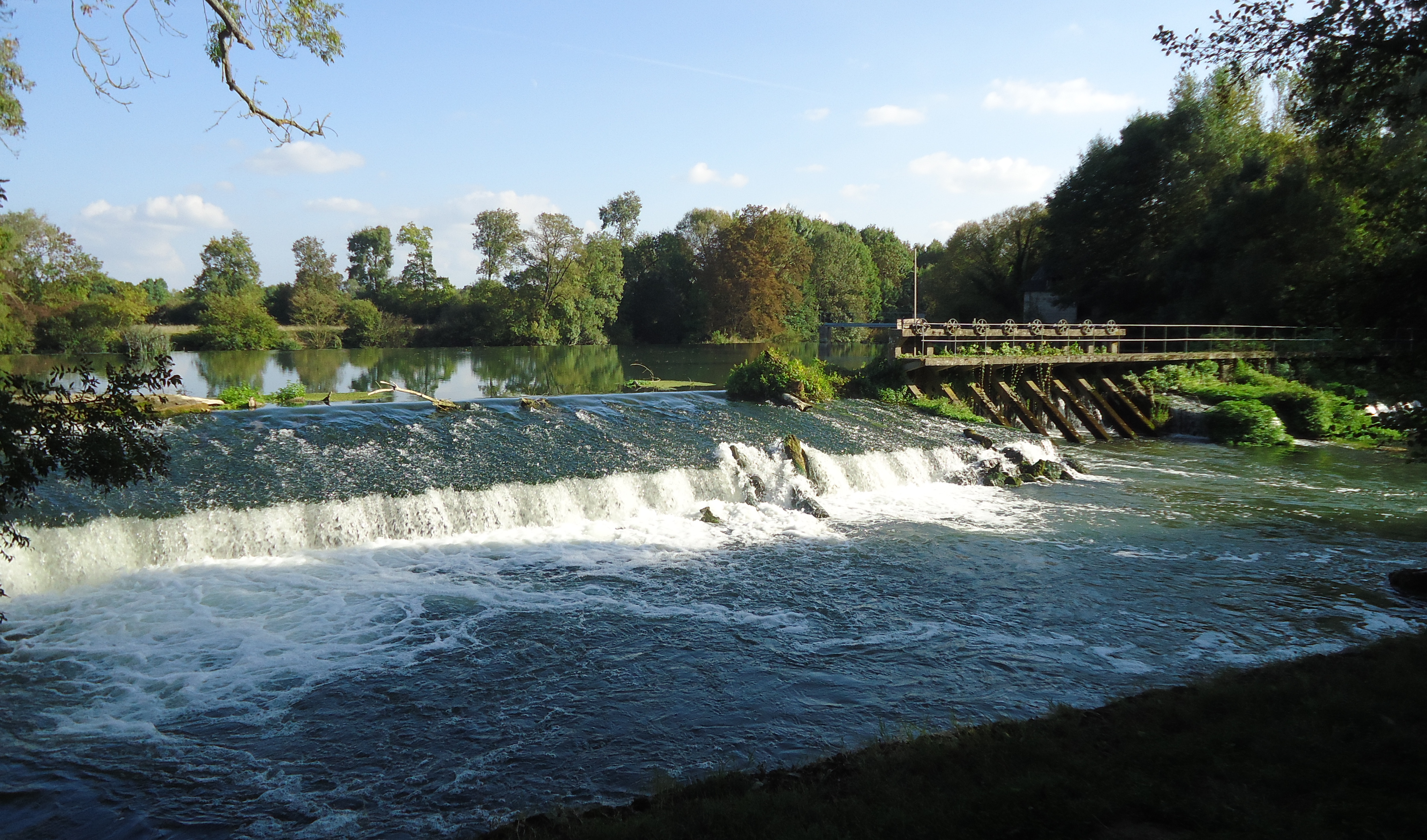
Le barrage sur le Loir.

### Personnalités liées à la commune
- Jean Daillon (1423-1482), chambellan du roi de France Louis XI, acquiert le château du Lude en 1457.
- Henry de Daillon (1622-1685), pair de France, lieutenant-général des armées du roi, comte puis duc du Lude.
- Michel Étienne Lenoir de La Cochetière (1765-1797), général des armées de la République y est né.
- Auguste de Talhouët-Roy, marquis de Talhouet (1819-1884), ministre des Travaux Publics, mort en son château du Lude.
- Victor Huguet (1835-1902), peintre orientaliste né au Lude.
- Jean Letourneau (1907-1986), ministre sous la Quatrième République, né au Lude.
- François de Nicolay (1919-1963), sénateur de la Sarthe et propriétaire du château.
- Jacques Sandron (1942-2019), dessinateur de bande dessinée né au Lude.
- Franck Provost (1946-), coiffeur de célébrités né au Lude.
- Barbara de Nicolaÿ (1958-), propriétaire du château, fondatrice du prix P.J. Redouté.
- Pierre Roger (1983-), champion de France de natation originaire de la commune.
- André Grall (1956-), écrivain, scénariste, journaliste.

### Héraldique
| Blason de Le Lude (commune déléguée) | Blason  | D'azur à la croix engrêlée d'argent. |
| Blason de Le Lude (commune déléguée) | Détails |                                      |